# Sötétség (televíziós sorozat)
A Sötétség (eredeti cím: Dark) egy sci-fi, thriller műfajába tartozó sorozat, amelyet Baran bo Odar és Jantje Friese alkottak. A sorozat egy fiktív német városban, Windenben játszódik. Egy fiatal rejtélyes eltűnése után titkok és bizarr kapcsolódási pontok derülnek ki négy család között, melynek során egy időutazással is összefüggésbe kerülő, generációkon átívelő konspirációra derül fény. A sorozat olyan kérdéseket boncolgat, mint az idő, a kauzalitás, illetve az emberi döntések hatásai az időben.
A Sötétség volt a legelső német nyelvű saját gyártású Netflix-tartalom; a Netflix streaming-szolgáltatásán jelent meg 2017. december 1-jén. Az első évad pozitív értékelést kapott a kritikusoktól, akik egy másik Netflixes sorozathoz, a Stranger Thingshez hasonlították, de sok hasonlóságot mutat a Twin Peaks című sorozattal, illetve a Donnie Darko című filmmel. A Sötétség második évada 2019. június 21-én jelent meg, amíg a harmadik, egyben utolsó évada 2020. június 27-én.

## A cselekményről
A fiktív német kisvárosból, Windenből gyerekek kezdenek eltűnni. A meginduló nyomozás hatására a felszínre kerülnek különféle titkok: haldokló párkapcsolatok, kettős életek, és sötét titkok a múltból. Mindezek a családokban már négy generációra visszamenőleg ott voltak.
A történet 2019-ben kezdődik, de az időutazásnak köszönhetően 1986-ban és 1953-ban is játszódik. Ugyanis a főszereplő családok egyes tagjai felfedezik, hogy a városka határában álló, a Tiedemann-család által üzemeltetett atomerőmű alatt egy barlangrendszer húzódik, s ennek egy részében egy féregjárat van, amely lehetővé teszi az időutazást. Az első évad során a Kahnwald, a Nielsen, a Doppler és a Tiedemann családok körüli titkok lepleződnek le, és az életük fenekestül felfordul, amikor nyilvánvalóvá válik számukra, hogy mind ők, mind őseik kihatással voltak és lesznek a városka történetére, tetteik alapján.
A második évadban, ahogy telik az idő, újabb években zajlik a cselekmény: 2020-ban, 1954-ben és 1987-ben. Alternatív sztoriszálak is bekerülnek, amelyek 1921-ben, illetve egy poszt-apokaliptikus 2053-ban játszódnak. Egyes családtagok, akik rég nem látták egymást, most újra összefutnak, illetve leleplezésre kerül egy szekta, a Sic Mundus, amely a háttérből mozgatja a szálakat és eldönti Winden lakóinak sorsát - miközben közelít az apokalipszis, melyben az egész város megsemmisül.
A harmadik évadban kiderül, hogy nemcsak az időutazás létezik, hanem van egy párhuzamos valóság is, ahol egy alternatív Windenben élnek az emberek, és ahol az apokalipszis bekövetkezte már csak napok kérdése. Újabb évként bukkan fel 1888, illetve az alternatív 2019 és 2052. A szereplők kétségbeesetten keresik a megoldást arra, hogyan vethetnének véget annak, hogy a két, párhuzamosan létező világ egy végtelen ciklusban folyamatosan létrehozza és megsemmisítse magát.

## Szereplők

### Főszereplők
| Szereplő             | Életszakasz | Színész                  | Évad       | Évad       | Évad       |
| Szereplő             | Életszakasz | Színész                  | 1          | 2          | 3          |
| -------------------- | ----------- | ------------------------ | ---------- | ---------- | ---------- |
| Jonas Kahnwald       | Gyerek      | Jonas Gerzabek           |            |            | Vendég     |
| Jonas Kahnwald       | Tini        | Louis Hofmann            | Fő         | Fő         | Fő         |
| Jonas Kahnwald       | Felnőtt     | Andreas Pietschmann      | Fő         | Fő         | Fő         |
| Jonas Kahnwald       | Idős        | Dietrich Hollinderbäumer |            | Fő         | Fő         |
| Hannah Kahnwald      | Tini        | Ella Lee                 | Fő         | Vendég     | Vendég     |
| Hannah Kahnwald      | Felnőtt     | Maja Schöne              | Fő         | Fő         | Fő         |
| Ines Kahnwald        | Gyerek      | Lena Urzendowsky         | Visszatérő |            | Vendég     |
| Ines Kahnwald        | Felnőtt     | Anne Ratte-Polle         | Fő         | Fő         | Vendég     |
| Ines Kahnwald        | Idős        | Angela Winkler           | Fő         |            |            |
| Daniel Kahnwald      | Felnőtt     | Florian Panzner          | Fő         | Fő         |            |
| Martha Nielsen       | Gyerek      | Luna Arwen Krüger        |            |            | Vendég     |
| Martha Nielsen       | Tini        | Lisa Vicari              | Fő         | Fő         | Fő         |
| Martha Nielsen       | Felnőtt     | Nina Kronjäger           |            |            | Fő         |
| Martha Nielsen       | Idős        | Barbara Nüsse            |            |            | Fő         |
| Magnus Nielsen       | Tini        | Moritz Jahn              | Fő         | Fő         | Fő         |
| Magnus Nielsen       | Felnőtt     | Wolfram Koch             |            | Visszatérő | Fő         |
| Mikkel Nielsen       | Gyerek      | Daan Lennard Liebrenz    | Fő         | Fő         | Fő         |
| Mikkel Nielsen       | Felnőtt     | Sebastian Rudolph        | Fő         | Vendég     | Vendég     |
| Ulrich Nielsen       | Tini        | Ludger Bökelmann         | Fő         |            | Vendég     |
| Ulrich Nielsen       | Felnőtt     | Oliver Masucci           | Fő         | Fő         | Fő         |
| Ulrich Nielsen       | Idős        | Winfried Glatzeder       |            | Fő         | Visszatérő |
| Katharina Nielsen    | Tini        | Nele Trebs               | Fő         | Vendég     | Visszatérő |
| Katharina Nielsen    | Felnőtt     | Jördis Triebel           | Fő         | Fő         | Fő         |
| Tronte Nielsen       | Tini        | Joshio Marlon            | Visszatérő | Vendég     | Vendég     |
| Tronte Nielsen       | Felnőtt     | Felix Kramer             | Fő         |            | Visszatérő |
| Tronte Nielsen       | Idős        | Walter Kreye             | Fő         | Vendég     | Vendég     |
| Jana Nielsen         | Tini        | Rike Sindler             | Visszatérő |            | Vendég     |
| Jana Nielsen         | Felnőtt     | Anne Lebinsky            | Fő         |            | Vendég     |
| Jana Nielsen         | Idős        | Tatja Seibt              | Fő         | Vendég     |            |
| Helene Albers        | Gyerek      | Mariella Aumann          |            |            | Vendég     |
| Helene Albers        | Felnőtt     | Katharina Spiering       |            | Vendég     | Visszatérő |
| Agnes Nielsen        | Gyerek      | Helena Pieske            |            | Vendég     |            |
| Agnes Nielsen        | Felnőtt     | Antje Traue              | Fő         | Visszatérő | Visszatérő |
| Franziska Doppler    | Tini        | Gina Alice Stiebitz      | Fő         | Fő         | Fő         |
| Franziska Doppler    | Felnőtt     | Carina Wiese             |            | Fő         | Fő         |
| Elisabeth Doppler    | Gyerek      | Carlotta von Falkenhayn  | Fő         | Fő         | Fő         |
| Elisabeth Doppler    | Felnőtt     | Sandra Borgmann          |            | Fő         | Fő         |
| Peter Doppler        | Tini        | Pablo Striebeck          |            |            | Vendég     |
| Peter Doppler        | Felnőtt     | Stephan Kampwirth        | Fő         | Fő         | Fő         |
| Charlotte Doppler    | Csecsemő    |                          |            |            | Vendég     |
| Charlotte Doppler    | Tini        | Stephanie Amarell        | Fő         |            | Vendég     |
| Charlotte Doppler    | Felnőtt     | Karoline Eichhorn        | Fő         | Fő         | Fő         |
| Helge Doppler        | Gyerek      | Tom Philipp              | Fő         | Visszatérő | Visszatérő |
| Helge Doppler        | Felnőtt     | Peter Schneider          | Fő         | Visszatérő | Vendég     |
| Helge Doppler        | Idős        | Hermann Beyer            | Fő         |            | Fő         |
| Bernd Doppler        | Felnőtt     | Anatole Taubman          | Fő         |            | Vendég     |
| Bernd Doppler        | Idős        | Michael Mendl            | Visszatérő | Vendég     | Vendég     |
| Greta Doppler        | Felnőtt     | Cordelia Wege            | Fő         | Visszatérő | Vendég     |
| H.G. Tannhaus        | Felnőtt     | Arnd Klawitter           | Fő         | Vendég     | Visszatérő |
| H.G. Tannhaus        | Idős        | Christian Steyer         | Fő         | Vendég     | Fő         |
| Bartosz Tiedemann    | Tini        | Paul Lux                 | Fő         | Fő         | Fő         |
| Bartosz Tiedemann    | Felnőtt     | Roman Knižka             |            | Vendég     | Visszatérő |
| Regina Tiedemann     | Tini        | Lydia Makrides           | Fő         | Fő         | Vendég     |
| Regina Tiedemann     | Felnőtt     | Deborah Kaufmann         | Fő         | Fő         | Fő         |
| Aleksander Tiedemann | Tini        | Lenz Béla Gábor          | Vendég     | Vendég     | Vendég     |
| Aleksander Tiedemann | Felnőtt     | Peter Benedict           | Fő         | Fő         | Fő         |
| Claudia Tiedemann    | Gyerek      | Gwendolyn Göbel          | Visszatérő | Vendég     | Vendég     |
| Claudia Tiedemann    | Felnőtt     | Julika Jenkins           | Fő         | Fő         | Fő         |
| Claudia Tiedemann    | Idős        | Lisa Kreuzer             | Visszatérő | Fő         | Visszatérő |
| Egon Tiedemann       | Felnőtt     | Sebastian Hülk           | Fő         | Visszatérő | Visszatérő |
| Egon Tiedemann       | Idős        | Christian Pätzold        | Fő         | Fő         | Fő         |
| Doris Tiedemann      | Felnőtt     | Luise Heyer              | Fő         | Vendég     | Vendég     |
| Noé (Hanno Tauber)   | Gyerek      | Till Patz                |            |            | Vendég     |
| Noé (Hanno Tauber)   | Tini        | Max Schimmelpfennig      |            | Fő         | Fő         |
| Noé (Hanno Tauber)   | Felnőtt     | Mark Waschke             | Fő         | Fő         | Fő         |
| Silja Tiedemann      | Gyerek      | Aurora Dervisi           |            |            | Vendég     |
| Silja Tiedemann      | Tini        | Lea van Acken            | Vendég     | Fő         | Fő         |
| Silja Tiedemann      | Felnőtt     | Lissy Pernthaler         |            |            | Vendég     |
| Eredet               | Gyerek      | Claude Heinrich          |            |            | Fő         |
| Eredet               | Felnőtt     | Jakob Diehl              |            |            | Fő         |
| Eredet               | Idős        | Hans Diehl               |            |            | Fő         |
| W. Clausen           | Felnőtt     | Sylvester Groth          |            | Fő         |            |

## Epizódok
| Évad | Évad | Epizód | Eredeti sugárzás  | Magyar sugárzás   | Adó |
| ---- | ---- | ------ | ----------------- | ----------------- | --- |
|      | 1    | 10     | 2017. december 1. | 2019. április 23. |     |
|      | 2    | 8      | 2019. június 21.  | 2019. október 28. |     |
|      | 3    | 8      | 2020. június 27.  | 2020. június 27.  |     |

### 1. évad (2017)
| Sor. | Év. | Cím                                                       | Rendező       | Író                            | Premier                             |
| --- | --- | --------------------------------------------------------- | ------------- | ------------------------------ | ----------------------------------- |
| 1. | 1.  | Titkok (Geheimnisse)                                      | Baran bo Odar | Jantje Friese és Baran bo Odar | 2017. december 1. 2019. április 23. |
| 2019 júniusában a 43 éves Michael Kahnwald öngyilkosságot követ el. Az anyja, Ines, megtalálja és elrejti a búcsúlevelét, mielőtt bárki más rátalálna. November 4-én, közel két hónapig tartó terápia után Michael tizenéves fia, Jonas is visszatér a városba. Az iskolában újra találkozik barátjával, Bartosszal, valamint Marthával, akibe szerelmes, de most Bartosszal jár. Két héttel korábban eltűnt Erik Oberdorf, aki az iskolát ellátta marihuánával. Ulrich Nielsen rendőr nyomoz az ügyben, akinek három gyereke van: Martha, Magnus és Mikkel. Ulrich rendszeresen megcsalja a feleségét, Katharinát, aki az iskola igazgatója, Jonas anyjával, Hannah-val. Miközben keresik az Erik által feltehetőleg elrejtett kábítószert, Jonas, Bartosz, a Nielsen-gyerekek és Franziska Doppler a város lassan bezárásra ítélt atomerőműve környékén egy barlangra lelnek. Furcsa zajok szűrődnek ki, a lámpáik pedig villogni kezdenek. Elmenekülnek, de Mikkel eltűnik. Másnap egy fiatal gyerek holttestére bukkannak, de a rendőrség rájön, hogy ő nem Mikkel. Eközben egy ismeretlen helyen egy ismeretlen alak foglyul ejtette Eriket egy székben, és egy különös eszközt csatol a fejére. |     |                                                           |               |                                |                                     |
| 2. | 2.  | Hazugságok (Lügen)                                        | Baran bo Odar | Jantje Friese és Ronny Schalk  | 2017. december 1. 2019. április 23. |
| Mikkel eltűnése régi sebeket szakít fel, ugyanis Ulrich testvére, Mads, éppen ugyanígy tűnt el nyom nélkül még 1986-ban. Ulrich szerint Erik, Mikkel, és az ismeretlen fiú ügye összefügg. Megtalálja ő is a barlangot, benne egy lezárt ajtóval, ami az atomerőműhöz vezet. Noha az igazgató, Alexander Tiedemann (Bartosz apja) megakadályozza, hogy bejusson az épületbe, azért Erik apját, aki kamionsofőr az üzemben, tisztázni tudja. Charlotte Doppler rendőr kinyomozza, hogy a fiú, akit holtan találtak, alig 16 órája halt meg, és különös módon 1980-as évekbeli szerelésbe volt öltözve. Emellett furcsa módon a dobhártyái beszakadtak, mintha valami erős nyomás érte volna őket. Nem sokkal később a fények villózni kezdenek a városban és döglött madarak hullanak az égből. Eközben egy különös, ismeretlen alak jelentkezik be a hotelbe, amit Bartosz anyja, Regina vezet. Ulrich anyja, Jana hazudik a fiának, amikor azt mondja, hogy a férje, Tronte egész éjszaka vele volt Mikkel eltűnésének éjszakáján, miközben tudja, hogy ez nem így van. Hajnalban a zavarodott Mikkel magához tér a barlangban, és hazarohan - a gond csak az, hogy a házában számára ismeretlen emberek élnek, az időpont pedig 1986. november 5.... |     |                                                           |               |                                |                                     |
| 3. | 3.  | Múlt és jelen (Gestern und Heute)                         | Baran bo Odar | Jantje Friese és Marc O. Seng  | 2017. december 1. 2019. április 23. |
| 1986-ban, alig négy héttel Mads Nielsen eltűnése után furcsa eset történik: a zavarodott Mikkel, aki a szüleit keresi, besétál a rendőrségre. Egon Tiedemann nyomozó úgy véli, a fiút Ulrich verhette meg, ezután elviszi a kórházba, ahol Ines látja el a sebeit, és elnyeri a fiú bizalmát. Az atomerőműnek új igazgatója lesz Claudia Tiedemann, Egon lánya személyében. Elődjével, Bernd Dopplerrel összecsap, majd felfedezi, hogy az erőmű alatti pincerendszerben rengeteg gyanús hordót tárolnak. Bernd fia, az őrként dolgozó Helge egy könyvet ad Claudiának: H.G. Tannhaus "Utazás az időn keresztül" című művét. Miközben a városban furcsa elektromos jelenségek zajlanak, a tinédzser Charlotte az égből hulló madártetemeket teszi el a fagyasztójukba. Eközben az is kiderül, hogy a fiatal Hannah titokban szerelmes Ulrichba, Reginát pedig rengeteget bántják, ami miatt rendszeresen vagdossa az ereit. Az egyik mezőn egy egész csorda döglött birkát találnak, akik különös módon mind szívrohamot kaptak, a dobhártyájuk pedig beszakadt. Egy ismeretlen helyen egy ismeretlen férfi beüzemel egy rejtélyes szerkezetet. Mikkel megszökik a kórházból és visszarohan a barlangokhoz, ahol megsérül és segítségért kiált. 2019-ben Ulrich, aki visszatért ugyanoda, hallja a fia hangját, de képtelen rájönni, hol van. |     |                                                           |               |                                |                                     |
| 4. | 4.  | Kettős életek (Doppelleben)                               | Baran bo Odar | Martin Behnke és Jantje Friese | 2017. december 1. 2019. április 23. |
| 2019-ben Jonas talál egy térképet a garázsukban, amiben a város alatti barlangrendszer sematikus rajza található. Charlotte megpróbál összefüggést találni az eltűnt fiúk és a döglött madarak közt, de csak arra a meglepő körülményre tud rájönni, hogy ezek dobhártyája is beszakadt. Mivel a madarak tollazatán különös folt látható, ami csak a csernobili atomkatasztrófa után volt jellemző, ezért arra gyanakszik, hogy az 1986-os események ismétlődnek meg. Házassága Peterrel, a pszichológussal egyébként is romokban hever, ugyanis kinyomozta, hogy egy transzvesztita prostituálthoz járt rendszeresen, és egy kamerafelvétellel arra is rájött, hogy annak ellenére, hogy Peter mást állított, Mikkel eltűnésének idején autóban ült és ment valahová. Legidősebb lányuk, Franziska lelepleződik Magnus előtt, hogy drogos pénzt gyűjt be - a lány azt mondja, hogy menekülni akar a városból a szülei tönkrement házassága miatt. Húga, a siket Elizabeth egyedül indul haza az iskolából, de nyoma vész. Este aztán hazatalál, kezében egy órával, amit egy Noé nevű ismeretlentől kapott, aki azt mondta neki, hogy egykor Charlotte-é volt. Peter apja, Helge, aki súlyos demenciától szenved, elkóborol az erdőben, és mikor rátalálnak, azt motyogja, hogy meg kell állítania Noét. Másnap reggel Elizabeth barátját, az ifjú Yasint megállítja egy ismeretlen csuklyás alak az iskolába menet, és közli vele, hogy Noé küldte őt.                                                                       |     |                                                           |               |                                |                                     |
| 5. | 5.  | Igazságok (Wahrheiten)                                    | Baran bo Odar | Martin Behnke és Jantje Friese | 2017. december 1. 2019. április 23. |
| 1986-ban Mikkel kórházba kerül, miután a barlangban megsérült a lába. Betegágyánál meglátogatja egy pap, Noé. A féltékeny Hannah, miután meglátta, hogy Ulrich és Katharina szeretkeznek, bejelentést tesz a rendőrségen, hogy Ulrich megerőszakolta a lányt, akit emiatt elvisz a rendőrség. 2019-ben, miután Yasin is eltűnik, teljesen eluralkodik a pánik a városban. Charlotte nyíltan megvádolja Petert, hogy köze lehet az eseményekhez. Hannah újra akarja kezdeni a viszonyát Ulrich-hal, aki dühösen utasítja vissza őt és követeli, hogy hagyja őt békén. A hotelben egy csomagot hagy a rejtélyes idegen, mondván, hogy most el kell mennie, de kézbesítsék ki az adott időben Jonasnak. Michael sírjánál találkozik is a fiúval és azt mondja neki, hogy az apja egyszer megmentette az életét. Bartosz úgy dönt, felveszi a kapcsolatot a drogdílerrel, aki Eriknek is adta az árut - aki nagy meglepetésre Noé, aki ugyanolyan fiatal, mint 33 évvel korábban. Később Jonas megkapja a csomagot, amiben egy lámpa volt, egy Geiger-számláló, és Michael búcsúlevele. A levélben Jonas apja leírja, hogy 2019. november 4-én visszakerült az időben 1986-ba, ahol ottragadt, Ines nevelte fel, elvette Hannah-t feleségül, és végül fia született. Michael Kahnwald, Jonas apja tehát nem volt más, mint Mikkel Nielsen. |     |                                                           |               |                                |                                     |
| 6. | 6.  | Olyan ez, mint a világ teremtése (Sic Mundus Creatus Est) | Baran bo Odar | Jantje Friese és Ronny Schalk  | 2017. december 1. 2019. április 23. |
| 2019-ben a Nielsen-családban egyre nagyobb a feszültség. Regina megtudja, hogy mellrákja van, Ulrich pedig azt, hogy 1986-ban az öccse eltűnésekor az apjának viszonya volt Claudiával. Ulrich felkeresi Reginát, amikor megtudja, hogy a nő látta utoljára életben az öccsét. A nő bevallja neki, hogy mennyit szenvedett amiatt, hogy tinédzserkorában annyit szekálta, Ulrich pedig rájön, hogy annak idején nem Regina, hanem Hannah volt az, aki hamisan terjesztette róla, hogy megerőszakolta Katharinát. Ellátogatva a hullaházba megdöbbenve látja, hogy a megtalált fiú nem más, mint Mads, aki 33 évvel ezelőtti eltűnéséhez képest semmit sem öregedett. Jonas nem meséli el az anyjának az apja levelében olvasottakat, hanem helyette a térképpel és az ismeretlen alaktól kapott felszereléssel bemegy a barlangba. Odabent bemegy egy "Sic Mundus Creatus Est" feliratú ajtón, és mikor kijön a túloldalon, az eltűnt Mads Nielsenről szóló szórólapokra bukkan. Visszakerült 1986-ba, odakint a 14 éves Hannah és az apja kínálnak neki fuvart, mondván Csernobil után savas eső esik az égből... |     |                                                           |               |                                |                                     |
| 7. | 7.  | Válaszutak (Kreuzwege)                                    | Baran bo Odar | Jantje Friese és Marc O. Seng  | 2017. december 1. 2019. április 23. |
| 2019-ben a rendőrség végre kap házkutatási parancsot az atomerőműre is, ahol Charlotte talál egy lezárt ajtót. Ulrich megtalálja Egon 1986-ban készített jegyzeteit, mely alapján Helgére kezd el gyanakodni. A rémült Helge az idősek otthonában csak annyit mond, hogy meg tudja változtatni a múltat és a jövőt. Ulrichot felfüggesztik, Katharina pedig kérdőre vonja a viszonya miatt. Charlotte felfedezi, hogy Helge házikója mellett egy csapóajtó nyílik a város alatti barlangrendszerre. Később telefonhívást kap Ulrichtól, aki elmondja neki, hogy Helge volt a tettes, de nem az a kérdés, hogy követte el, hanem hogy mikor. Aznap késő este Helge elhagyja az öregek otthonát, Ulrich pedig követi őt, egy könyvvel: H.G. Tannhaustól az "Utazás az időn keresztül"-t. 1986-ban Helgét, aki Mads eltűnésének estéjén az erőműben dolgozott, kihallgatja Egon. Az ismeretlen férfi újra megjelenik és figyelmezteti Jonast, hogy ha hazaviszi magával Mikkelt, akkor ő sosem fog megszületni. Katharina sikertelenül próbálja meggyőzni Egont, hogy Ulrich nem erőszakolta meg őt, Helge és Noé pedig Yasin holttestét tüntetik el. |     |                                                           |               |                                |                                     |
| 8. | 8.  | Ki mint vet, úgy arat (Was man sät, das wird man ernten)  | Baran bo Odar | Martin Behnke és Jantje Friese | 2017. december 1. 2019. április 23. |
| 1953-ban döglött madarak kezdenek el hullani az égből, és megtalálják Erik és Yasin holttestét. Daniel Kahnwald rendőr (Ines apja) és a fiatal Egon zavarodottan vizsgálják a fiúk modern ruházatát. Ulrich is megérkezik 2019-ből, találkozik pár helybelivel, köztük a nemrég érkezett Agnes Nielsennel és a fiával, Trontéval, akik Tiedemannéktól akarnak lakást bérelni. Ugyanekkor találkozik H.G. Tannhausszal, a városi órásmesterrel, a korábban többször megjelent könyv szerzőjével. A fiatal Ines és Jana segítségével megtudja, hogy két holttestet találtak, és rájön, hogy a 9 éves Helge megölésével megmentheti mindkét fiú életét. Alaposan helybenhagyja Helgét és otthagyja meghalni a bunkerben. Később Tannhaus megtalálja Ulrich okostelefonját. 1986-ban az ismeretlen idegen találkozik az idős Tannhausszal, aki megosztja vele az elméletét a féregjáratokon keresztüli időutazásról. Az idegen azt mondja neki, hogy ez valóban lehetséges, képesek lehetünk 33 évet előre vagy vissza utazni az időben, és egy ilyen féregjárat található Windenben is. Arra kéri Tannhaust, hogy javítsa meg a ketyeréjét, amivel elpusztíthatja a féregjáratot. Tannhaus erre előhozza ugyanazt a gépet és mindkettőt tanulmányozni kezdi. |     |                                                           |               |                                |                                     |
| 9. | 9.  | Minden most történik (Alles ist Jetzt)                    | Baran bo Odar | Jantje Friese és Marc O. Seng  | 2017. december 1. 2019. április 23. |
| 1986-ban felmentik Ulrichot a nemi erőszak vádja alól, ugyanekkor Hannah felfedezi, hogy a városba érkezett rejtélyes idegen, Aleksander Köhler hamis személyazonosságot használ. Claudia találkozik a 33 évvel korábban eltűnt kutyájával, ami megdöbbenti, majd elkezdi olvasni Tannhaus könyvét. Amikor Bernd bevallja, hogy a pincében tárolt hordókban egy reaktorleolvadás maradványait rejtegetik, Claudia felkéri Aleksandert, hogy segítsen lezárni az azokat rejtő ajtót. Miközben Helgével vitatkozik, Noé azt állítja, hogy a bibliai Noéhoz hasonlóan az időutazással akarja megmenteni az emberiséget. Egyben azt is leleplezi, hogy a fiúk miatta haltak meg, amikor időgépet próbált építeni. 2019-ben Hannah az Alexander múltjáról megtudott dolgokkal próbálja zsarolni őt, hogy tönkretegye Ulrichot. Regina felfedezi, mivel is foglalkozik az ismeretlen férfi. Bartoszt meglátogatja az idős Claudia, a rég halottnak hitt nagyanyja. Hannah azt hazudja Katharinának, hogy Ulrich el akarta hagyni a családját, eközben Jonas minden kapcsolatot megszakít Marthával, miután megtudta, hogy a lány igazából a nagynénje. Bartosz találkozik Noéval és csatlakozik hozzá. 1953-ban Helgét keresni kezdik, Ulrichot letartóztatják, ő pedig bevallja, hogy ő ölte meg a fiút. Noé, aki ugyanolyan fiatalnak néz ki, mint 1986-ban vagy 2019-ben, felajánlja segítségét Helge anyjának. A 2019-ből érkezett Claudia megjelenik Tannhaus boltjában a szerkezet terveivel és azt kéri, építse meg neki azt. |     |                                                           |               |                                |                                     |
| 10. | 10. | Alfa és omega (Alpha und Omega)                           | Baran bo Odar | Jantje Friese és Ronny Schalk  | 2017. december 1. 2019. április 23. |
| Mikkel eltűnésének éjszakáján Peter épp Helge házikójában van, amikor váratlanul megjelenik Mads holtteste. Odahívja Trontét, majd Claudiát, aki azt mondja, hogy el kell tüntetniük azt. 1986-ban Noé és Helge elrabolják Jonast, aki újra eljött és vissza akarja vinni Mikkelt 2019-be. Az idős Helge is visszatér, aki megpróbálja megállítani fiatalabb énjét, sikertelenül - a fiatalabb Helge halálra gázolja őt. Jonas a bunkerben ébred, mellette az ismeretlen férfi, aki leleplezi magát: ő egy idősebb Jonas a jövőből, és eltökélt, hogy elpusztítja a féregjáratot a Tannhaus által készített masinával, amit Ulrich okostelefonjának felhasználásával tökéletesített. 2019-ben Charlotte talál egy újságcikket 1953-ból Helge elrablásáról, és mellette egy fényképet Ulrichról. Noé elmondja Bartosznak, hogy Claudia a legfőbb ellenségük, és hogy Jonas lesz az, éppen hogy akarata ellenére, aki létrehozza majd a féregjáratot. 1953-ban a kilenc éves Helge magához tér, amint a féregjárat éppen megnyílik és találkozik az 1986-ban rekedt Jonassal. Abban a pillanatban, ahogy találkoznak, a fiatal Helge 1986-ba kerül, Jonas pedig egy posztapokaliptikus, 2052-es Windenbe, ahol egy felfegyverzett lány leüti. |     |                                                           |               |                                |                                     |

### 2. évad (2019)
| Sor. | Év. | Cím                                            | Rendező       | Író                             | Premier                            |
| --- | --- | ---------------------------------------------- | ------------- | ------------------------------- | ---------------------------------- |
| 11. | 1.  | Kezdetek és befejezések (Anfänge und Enden)    | Baran bo Odar | Jantje Friese és Daphne Ferraro | 2019. június 21. 2019. október 28. |
| 1921-ben Winden határában két alak éppen az alagutat ássa, ami a jövőben az időutazáshoz szükséges lesz. Egyikük, a fiatal Noé, megöli az társát egy csákánnyal, azt állítván, hogy az elvesztette a hitét. A fiatal Noét saját idősebb énje pártfogolja, akiről kiderül, hogy egy időutazó szervezet, a Sic Mundus tagja. Vezetőjük egy eltorzult arcú idős férfi, akit csak Adamnak hívnak. Adam azt a feladatot adja Noénak, hogy szerezze meg Claudia naplójának hiányzó lapjait, hogy felkészülhessenek az apokalipszisre, ami 2020. június 27-én fog bekövetkezni. 2020. június 21-én, hat nappal az apokalipszis előtt forrnak az indulatok Windenben. A lakosságot felháborítja, hogy senki nem tud az eltűnt személyekről semmit, és azzal sem elégedettek, hogy egyetlen nyomozó, Clausen érkezik. Katharina a barlanghoz megy vizsgálódni. Martha szakít Bartosszal, aki most már Noénak dolgozik. A jövőből érkezett idősebb Jonas felfedi magát Hannah előtt, hogy ő a fia. A windeni atomerőművet éppen hat nappal később szándékoznak véglek bezárni, Aleksander pedig ezt megelőzően radioaktív hulladékot szállíttat az épületbe. Elisabeth felfedezi, hogy egy 1921-ben készült fényképen ott szerepel Noé, és ez a kép valamiért H.G. Tannhaus holmijai közt volt. Az ifjabb Jonas 2053-ban ragad egy posztapokaliptikus Windenben, ahol megtudja, hogy közeleg az apokalipszis. Megpróbálja megakadályozni, de lehetetlen, mert az idős Elisabeth állandó felügyelet alatt tartja, aki most már egy csapat túlélőnek parancsol, akik egy prófécia beteljesülésére és a paradicsom eljövetelére várnak. Halálbüntetés terhe mellett tiltja mindenkinek, hogy megközelítse az atomreaktor helyén lévő halálzónát, Jonas mégis megteszi. A részecskereaktorban egy hatalmas, lebegő amorf gömbre bukkan... |     |                                                |               |                                 |                                    |
| 12. | 2.  | Sötét anyag (Dunkle Materie)                   | Baran bo Odar | Jantje Friese és Ronny Schalk   | 2019. június 21. 2019. október 28. |
| 1987-ben Mikkel nehezen tud beilleszkedni új életébe Michaelként. Az idős Claudia meglátogatja a saját fiatalabb énjét, mesél neki az időutazásról, és elmondja neki, hol van elásva a kertben az időgép. Egon, aki nyugdíjba ment és rákkal küzd, elkezd az 1953-as gyerekeltűnési ügyön gondolkodni. Megpróbálja kikérdezni Helgét, majd az elmegyógyintézethez megy, ahol már 34 éve tartják foglyul Ulrichot, akit tévedésből gyilkossággal vádoltak - egyik esetben sem jár sikerrel. 2020-ban öt nappal az apokalipszis előtt Clausen és Charlotte kihallgatják Reginát, aki mellrákban haldoklik. Mesél az idegen férfiról, aki a hotelben szállt meg, és aki hátrahagyta a holmijait, köztük oldalakat Tannhaus könyvéből. Az újonnan előkerült holmik elbizonytalanítják Claudiát, akit Tannhaus nevelt fel, származását illetően. A felnőtt Jonas mesél Hannah-nak az időutazásról, és elviszi őt 1987-be, ahol meglátják Mikkelt Ines házában. 2053-ban Jonas megtudja Claudia hátrahagyott hangfelvételeiből az isteni részecske mibenlétét. Rájön, hogy a gömb, amit a reaktorban látott, használható időutazáshoz, de ehhez be kell indítania a gépeket. Üzemanyagot lop, de Elisabeth rajtakapja, aki fel is akarja akasztatni. Az ítéletet később börtönre enyhíti. Silja, Elisabeth fordítója kételkedik e döntésben és szabadon engedi a fiút. Elmennek a reaktorhoz, ahol Jonas belép a portálba. |     |                                                |               |                                 |                                    |
| 13. | 3.  | Szellemek (Gespenster)                         | Baran bo Odar | Jantje Friese és Marc O. Seng   | 2019. június 21. 2019. október 28. |
| Hét hónap után előkerül 1954-ben a kilenc éves Helge, aki viszont senkivel nem hajlandó beszélni arról, hogy mi történt vele, csak Noéval, akivel 1986-ban hét hónapot töltött és együtt építették az időgépet. Doris megcsalja a férjét, Egont, Agnesszel. Az idős Claudia később találkozik Agnesszel, aki a Sic Mundus tagja volt korábban. Agnes találkozik Noéval, aki a testvére, és elmondja neki, hol találhatók a hiányzó oldalak, abban a reményben, hogy újra csatlakozik a Sic Mundushoz. Claudia találkozik Tannhaus fiatalabb énjével és bocsánatot kér tőle, amit utóbbi nem tud mire vélni. Ezután találkozik Noéval az erdőben, aki megöli őt. Megszerzi az elveszett lapokat, de nem tetszik neki, amit talál rajtuk, ezért azt hazudja Adamnak, hogy nem tudta megszerezni azokat. Egon sikertelenül próbálja kihallgatni Helgét, Ulrich pedig nem közlékeny. 1987-ben Egon ismét meglátogatja Ulrichot, aki felfedi előtte kilétét. Egon elgondolkodik azon, amiket Mikkel mondott, amikor megjelent. Csakhogy amikor egy fényképet mutat neki Mikkelről, Ulrich teljesen megvadul, ezért le kell fogni. Claudia meglátogatja Helgét, ezután a kiásott időgép segítségével 2020-ba utazik, ahol találkozik a haldokló Reginával. |     |                                                |               |                                 |                                    |
| 14. | 4.  | Az utazók (Die Reisenden)                      | Baran bo Odar | Jantje Friese és Martin Behnke  | 2019. június 21. 2019. október 28. |
| A sérült Jonas 1921-ben találja magát, ahol a helyiek viselik gondját. Találkozik a fiatal Noéval és Agnesszel is. Megpróbál visszajutni 2020-ba, az egyetlen probléma csak az, hogy ebben az évben a portált még nem építették meg, következésképp ittragadt. Az ifjabb Noé a templomba viszi Jonast, ahol találkozik az idősebbel, aki elkíséri őt Adamhoz. Adam felfedi kilétét: nem más ő, mint Jonas idős korában. 2020-ban a felnőtt Jonas és Hannah találkoznak Charlotte-tal és Peterrel a bunkernél, és mesélnek nekik, valamint a szkeptikus Katharinának az időutazásról. Katharina megnézi az 1987-es iskolai osztályképeket, és döbbenten fedezi fel rajtuk Mikkelt. Az 1987-es Claudia is 2020-ba utazik, és a könyvtárba megy, ahol megtudja, mikor halt meg Egon, majd visszautazik 1987-be. A gyanakvó Clausen kihallgatja Aleksandert, aki elmondja, hogy Reginával kötött házassága előtt Köhlernek hívták. Martha, Magnus, Franziska és Elisabeth a barlanghoz mennek, ahol meglátják az időgépet cipelő Bartoszt. Megkötözik és elveszik tőle. 2053-ban Silja elhagyja a halálzónát, és rögtön Elisabeth vár rá. Összevitatkoznak, és ekkor Elisabeth felfedi, hogy tud az isteni részecskéről. |     |                                                |               |                                 |                                    |
| 15. | 5.  | Elveszett és megtalált (Vom Suchen und Finden) | Baran bo Odar | Jantje Friese és Ronny Schalk   | 2019. június 21. 2019. október 28. |
| 1921-ben Adam elmeséli Jonasnak motivációit, aki megdöbben, hogy ilyen emberré válik. Elmondja neki, hogy létezik egy kiskapu, amivel meg lehet változtatni a múltat, továbbá felfedi az isteni részecskét, amivel bármikorra el tud utazni az időben. Jonas úgy dönt, hogy egy nappal az apja halála előttre utazik, hogy meggyőzze, ne legyen öngyilkos. 1987-ben Claudia beköltözteti magához Egont, úgy vélvén, hogy megakadályozhatja a közelgő halálát. Ulrich megszökik az elmegyógyintézetből, hogy találkozhasson Mikkellel. Mikkel felismeri az idős emberben az apját. Ketten együtt próbálnak megszökni, de a rendőrség rajtuk üt. 2020-ban Katharina megpróbálja elmagyarázni Magnusnak és Marthának, mire jött rá, de ők nem veszik komolyan. Ezután Hannah-hoz megy, hogy megértse az időutazást. A felnőtt Jonas egy nyakláncot ad Marthának, aztán meglátogatja Charlotte-ot, akinek elmondja, hogy Tannhaus nem az igazi nagyapja, és nem tudni, kik az igazi szülei. Magnus, Martha, Franziska és Elizabeth visszatérnek a barlangba, ahol Bartosz elmagyarázza nekik, hogy működik az időgép, majd mindannyiukat elviszi 1987-be. Noé meglátogatja Charlotte-ot és felfedi, hogy ő a lánya. |     |                                                |               |                                 |                                    |
| 16. | 6.  | Végtelen ciklus (Ein unendlicher Kreis)        | Baran bo Odar | Jantje Friese és Martin Behnke  | 2019. június 21. 2019. október 28. |
| Jonas 2019. június 20-ára utazik, hogy megakadályozza apját az öngyilkosságban. Jonas 2019-es énje a partra megy Marthával, Bartosszal és Magnusszal, Michael pedig meglehetősen feszült találkozást él át fiatalkori énjével, Mikkellel. Charlotte és Peter nem beszélnek egymással, mióta kiderült Peter viszonya, Aleksander pedig fél, hogy lelepleződik a múltja. Miután látja, hogy egy évvel korábbi énje elment, Jonas szenvedélyes pillanatokat él át Marthával. Aznap van Ulrich és Katharina évfordulója is, amikor Ulrich elkezdi csalni a nejét Hannah-val. Jonas megpróbálja meggyőzni az apját, hogy ne legyen öngyilkos, csakhogy Michael elmondja neki, hogy ezt nem is tervezte, és annak idején gyerekként Jonas volt az, aki a portálhoz vezette és visszaküldte őt a múltba. Miután elolvasta a búcsúlevelét, Michael közli, hogy az igazi oka annak, hogy Jonas most itt van, az az, hogy elmondja, mit is kell tennie, illetve hogy megmutassa, mit írjon le a búcsúlevélben. Megérkezik az idős Claudia is és közli, hogy Michaelnek mindenképp meg kell halnia, Mikkelnek pedig vissza kell jutnia a múltba, mert Jonas csak így születhet meg, az ő szerepe pedig nagyobb, mint hinné. 1921-ben a Sic Mundus két tagja, az idősebb Magnus és Franziska elmondják aggályaikat Adamnak. |     |                                                |               |                                 |                                    |
| 17. | 7.  | A fehér ördög (Der weiße Teufel)               | Baran bo Odar | Jantje Friese és Marc O. Seng   | 2019. június 21. 2019. október 28. |
| 1954-ben Egon megtudja, hogy Claudia, akit holtan találtak, nagy mennyiségű radioaktív sugárzásnak volt kitéve. Úgy véli, hogy talán ő lehetett, aki fogságban tartotta Helgét. de Helge azt mondja, hogy a Fehér Ördög beszélt neki Claudiáról. Hannah 1954-be utazik, ahol Katharina Nielsennek adja ki magát és meglátogatja Ulrichot az elmegyógyintézetben. Követeli, hogy mondja meg, hogy kit szeret jobban: őt vagy Katharinát. Mivel nem hisz neki, otthagyja az intézetben. 1987-ben Claudia próbálja megakadályozni az apja halálát. Egon nem érti, miért akart Ulrich a barlangokhoz menni megint, de Claudia szerint nincs különösebb oka. Egon végül rájön, hogy a lánya ismeri az időutazást és azt saját céljaira használja. Összeszólalkoznak, Egon telefonálni akar, de elesik és beveri a fejét, és végül ebbe hal bele. A haldokló Egon közli Claudiával, hogy ő a Fehér Ördög. Claudiát otthon a fiatal Jonas várja és azt mondja neki, hogy még mindig nincs késő változtatni a történteken. 2020-ban Martha találkozik az idősebb Jonasszal és megdöbben, mikor megtudja, hogy ő az unokaöccse. Clausen kérdőre vonja Aleksandert a múltja miatt és közli vele, hogy Aleksander Köhle az ő öccse volt, aki 1986-ban rejtélyes körülmények közt meghalt. Clausen mutat neki egy cédulát, amelyen az áll, hogy ha válaszokat akar, jöjjön Windenbe. Aleksander nem hajlandó beszélni. |     |                                                |               |                                 |                                    |
| 18. | 8.  | Befejezések és kezdetek (Enden und Anfänge)    | Baran bo Odar | Jantje Friese és Daphne Ferraro | 2019. június 21. 2019. október 28. |
| Bartosz elviszi az idős Claudia utolsó üzenetét Reginának: egy róluk készült 1986-os közös képet. A fiatal Jonas és Claudia a barlangokban kóborolnak az időgéppel, miközben Jonas elmagyarázza, hogy az idősebb énje elmondta, hogyan mentheti meg a világot - Adam viszont el akarja azt pusztítani. Wöller elmondja Charlotte-nak, hogy ő segített Aleksandernek eltüntetni a radioaktív hulladékot az erőműben. Claudia úgy véli, Clausen belépése az erőműbe váltja ki az apokalipszist. Noé felfedi Adam előtt, hogy megtalálta a napló utolsó lapjait, ezután meg akarja ölni Adamot, de a fegyver nem sül el. Adam elmondja, hogy azért, mert nem ez a végzete. Ezután elmondja, hogy Elisabeth lesz Noé felesége, és ily módon Charlotte-nak, a saját anyjának az anyja. Magnus, Franziska és Agnes megérkeznek, Agnes pedig megöli Noét. A fiatal Jonas és Claudia bekapcsolják az időgépet a barlangban, így összekapcsolódik a múlt és a jövő. A fiatal Noé meglátogatja a felnőtt Jonast 2020-ban és átad neki egy levelet Marthától. A fiatal Jonas és Martha újra találkoznak, de nem sokáig, mert Adam megöli a lányt. Az erőműben Clausen felnyittatja a hordókat, amelyekben, mint kiderül, sötét anyagba ágyazott kövek vannak. 2053-ban Elisabeth is beindítja a gépet, ahogy Magnus és Franziska is a náluk lévőt 1921-ben. A 2020-ban található sötét anyag így aktiválódik és elkezd alakot ölteni. Ahogy Katharina belép a barlangba és kinyitja az ajtót, a sötét anyagból portál formálódik a 2053-as Elisabeth és a 2020-as Charlotte között. Ahogy egymáshoz érnek a portálon át, bekövetkezik az apokalipszis. Eközben a fiatal Jonas váratlan módon találkozik Marthával, akinél ott van a saját időgépe - de azt mondja, hogy nem egy másik időből, hanem egy másik világból jött...         |     |                                                |               |                                 |                                    |

### 3. évad (2020)
| Sor. | Év. | Cím                                 | Rendező       | Író                           | Premier                           |
| --- | --- | ----------------------------------- | ------------- | ----------------------------- | --------------------------------- |
| 19. | 1.  | Déjà vu (Deja-vu)                   | Baran bo Odar | Jantje Friese                 | 2020. június 27. 2020. június 27. |
| 1987-ben egy ismeretlen férfi, aki egyszerre van jelen fiatalkori, felnőtt, és idős valójában, felégeti a Sic Mundus templomát, majd megöli az idős Bernd Dopplert és elveszi tőle az atomerőmű kulcsait. Az apokalipszis közepette felbukkanó másik Martha magával viszi Jonast egy alternatív világba, ahol ő sosem született meg. Ebben a világban 2019 novemberében Hannah Ulrich felesége és gyermeket vár, miközben ő Charlotte-tal csalja, Katharinától pedig már korábban elvált. Itt Franziska siketnéma és nem Elisabeth, Peter nem pszichológus, hanem pap, Martha pedig Killiannel, Erik Obendorf testvérével jár ekkor, és nem Bartosszal, Regina pedig meghalt. Martha magára hagyja Jonast anélkül, hogy bővebb magyarázattal szolgálna. Később találkozik az idős Marthával, aki elmondja neki, hogy habár ő nem létezik itt, ez a világ is újra és újra a végzete felé rohan. A fiatalabb Martha 1888. szeptember 21-ére utazik, ahol a felnőtt Jonasszal találkozik - ő egy olyan berendezést épít, amely aktiválhatja az isteni részecskét. Meglepő módon a felnőtt Jonas ekkor látja először Marthát újra viszont, aki elmondja, hogy segít megkeresni mindkettejük világának eredőpontját. |     |                                     |               |                               |                                   |
| 20. | 2.  | A túlélők (Die Überlebenden)        | Baran bo Odar | Jantje Friese és Marc O. Seng | 2020. június 27. 2020. június 27. |
| 1888-ban Franziska, Magnus, Bartosz és a felnőtt Jonas, akik a Tannhaus Gépgyárban dolgoznak az időutazás megvalósíthatóságán, tudomást szereznek az alternatív világból érkezett Marthától annak létezéséről. Az üzem tulajdonosa Gustav Tannhaus (H.G. Tannhaus nagyapja) megígéri Jonasnak, hogy együtt megteremtik a paradicsomot. Bartosz megmutat egy titkos helyet Marthának, ahol Heinrich Tannhaus (Gustav apja) megpróbált egy időgépet építeni, hogy megakadályozza a felesége halálát. Ez a hely az, amely a Sic Mundus főhadiszállása lett. Martha elmondja Bartosznak, hogy Adam nem más, mint az idős Jonas. 1987-ben Katharina találkozik az idős Ulrichhal az elmegyógyintézetben és megígéri, hogy kiszabadítja őt. Tronte és Jana házassága megromlik Mads halála után, amikor a férfi Claudiával kezd viszonyt. Tronte meglátogatja Reginát, akiről úgy gondolja, hogy az ő gyereke, és úgy dönt,hogy a házassága érdekében felfüggeszti az eltűnt Claudia utáni nyomozást. Eközben a három ismeretlen személy ismét megjelenik és megölik Claudia titkárnőjét. 2020 szeptemberében, 3 hónappal az apokalipszis után Claudia vigyáz a súlyosan beteg Reginára, miközben azon jár az esze, hogyan menthetné meg azokat, akik meghaltak a katasztrófában. Míg távol van, az idős Tronte megfojtja Reginát egy párnával. Peter és Elisabeth mindenütt Charlotte-ot és Franziskát keresik, és megtudják, hogy a hatóságok körbezárták Windent és fallal zárják majd le. Ekkor találkoznak a windeni barlangokban alvó fiatal Noéval is, aki megígéri, hogy vigyáz Elisabethre, miután Petert megölik. Az alternatív 2019-ben Martha megmutatja Jonasnak Winden családfáját, és elmondja neki, hogy kettejük világa ugyanarra a végzetre ítéltetett, és az ő világában az apokalipszisig már csak 3 nap van hátra. |     |                                     |               |                               |                                   |
| 21. | 3.  | Ádám és Éva (Adam und Eva)          | Baran bo Odar | Jantje Friese                 | 2020. június 27. 2020. június 27. |
| 1888-ban a három ismeretlen megöli Gustav Tannhaust. Bartosz összeverekszik Jonasszal, amiért nem mondta el nekik, hogy ő Adam. Martha meggyőzi Jonast, hogy bízhat benne azzal, hogy átad neki egy kapszulát, amivel aktiválni lehet az isteni részecskét. Csakhogy amikor Jonas megpróbálkozik vele, a kísérlet kudarcot vall. Martha a zűrzavart kihasználva 2053-ba utazik, ahol kiderül, hogy Adamtól kap utasításokat. Az alternatív 2019-ben az idős Martha elmondja Jonasnak, hogy ő Eva, Adam ellenpárja ebben a világban. és hogy a kapcsolata Jonasszal az, ami a két világot egy elválaszthatatlan kötelékbe fonja össze. Eva azt mondja, hogy ő mindkét világot szeretné megmenteni, Adam viszont el akarja pusztítani azokat, és ha azt akarja, hogy Martha éljen, akkor neki kell az Eva világában élő Marthát úgy irányítani, hogy belőle lehessen Eva. Később kiderül, hogy a három ismeretlen is Evának dolgozik, amikor átadják neki az atomerőmű kulcsait. Az Eva világában élő Ulrich elmondja a rendőrségi csapatnak, hogy a fiatalok találtak egy holttestet az erdőben, amelynél Mads Nielsen személyi igazolványa volt. Charlotte elmegy a bunkerbe és megtalálja Helge medálját. Hannah megtudja, hogy Ulrich félrelép, ezért megzsarolja Aleksandert, hogy tegye tönkre Charlotte életét. Helge bevallja a rendőröknek, hogy ő felel Mads haláláért. Jonas elmagyarázza a 2019-es alternatív Marthának, hogyan került ide, és hogy bizonyítson neki, beviszi a barlangokba. Mikor kijutnak, egy sivár világba érnek, ahol a felnőtt Martha várja őket és közli velük, hogy a jövőben vannak. |     |                                     |               |                               |                                   |
| 22. | 4.  | Eredet (Der Ursprung)               | Baran bo Odar | Jantje Friese                 | 2020. június 27. 2020. június 27. |
| 1954-ben a fiatal Tronte találkozik az ismeretlen férfival, aki elárulja, hogy régen ismerte az anyját, és hogy ő adta a nevét (ezzel azt sugallva, hogy ő az apja). Egy uroborosz formájú medált ad neki. Egon viszonyt kezd Hannah-val (aki Katharina identitását vette fel), és ő is egy nyakláncot ad neki. Doris mindenütt az eltűnt Agnes Nielsent keresi, a templomban az ismeretlen férfi elmondja neki, hogy Egonnak viszonya van. Hannah felfedezi, hogy terhes, a döbbent Egon pedig nem ismerné el, hogy az övé, és pénzt ad abortuszra. Egon próbálja rendezni a viszonyát Dorisszal, de ő el akar tőle válni, és végül ez lesz a pillanat, amikor Egon kezd alkoholistává válni. Hannah találkozik a fiatal Helene Albersszel (ő Katharina leendő anyja), miközben abortuszra vár, és meggondolja magát, hátrahagyva a nyakláncát. Tronte Janának adja az ő nyakláncát, a lány pedig kezd beleszeretni - eközben Tronte első szexuális tapasztalatait Claudiával szerzi meg. Az ismeretlen férfi megzsarolja Winden polgármesterét, hogy engedélyezze az atomerőmű felépítését. Adam áthelyezi a Sic Mundus főhadiszállását 2053-ba. Agnes és Adam látják, hogy az isteni részecske biztonságban van, Agnes pedig távozása előtt azt mondja: tudja, mi a végtelen körforgás eredete. Eva világának 2052-jében, ami egy sivatagos pusztaság, Jonas és Martha találkoznak a felnőtt Marthával, aki elárulja, hogy meg lehet akadályozni az apokalipszist azzal, ha megakadályozzák a hordók kinyitását az atomerőműben - a gond csak az, hogy ezzel csak az egyik világot lehet megmenteni, Jonasnak pedig Eva világának Martháját kell megmentenie. Miután távoznak, Eva világának Noéja érkezik a bunkerbe, és a felnőtt Marthával együtt megállapítják, hogy a komplett windeni családfa valójában egy végtelen, egymásba forduló fa, amelynek a kezdete Jonas és Martha. Martha és Jonas visszatérnek 2019-be és szeretkeznek. Eközben Adam világának 2053-ában Martha közli, hogy terhes, a gyerekük pedig nem más, mint az ismeretlen alak, akitől az egész családfa indult. |     |                                     |               |                               |                                   |
| 23. | 5.  | Élet és halál (Leben und Tod)       | Baran bo Odar | Jantje Friese                 | 2020. június 27. 2020. június 27. |
| 1987-ben Katharina megpróbálja kiszabadítani Ulrichot az elmegyógyintézetből, és ehhez az anyjától akarja ellopni a kulcsot. Követi őt az erdőbe, ám ott vita alakul ki köztük, Helene pedig tudtán kívül a saját lányát veri agyon egy szikladarabbal, majd a holttestet a vízbe veti. Ezzel együtt az a medál is a vízbe kerül, amit majd 2019-ben talál meg Jonas és Martha a tó partján. H.G. Tannhaus felfedi a fiatal Charlotte előtt, hogy ő nem a vér szerinti gyereke, hanem őt két rejtélyes idegen hozta el hozzá, miután a fia, a menye és az unokája meghaltak egy autóbalesetben. A zaklatott Charlotte nem sokkal később találkozik Peterrel, aki azért jött a városba, hogy először találkozzon az apjával, Helgével. 2020-ban Peter még mindig keresi elveszett lányát és feleségét. Elisabeth megpróbálja neki bevallani, hogy mindketten meghaltak, és nem hajlandó tovább részt venni a keresésben. Visszatérve lakókocsijukhoz, egy idegen megtámadja őket és meg akarja erőszakolni a lányt. Peter hiába próbál segíteni, ő is meghal, Elisabeth pedig egy tűzoltókészülékkel gyűri le a támadót. A barlangokba megy, ahol Noéval találkozik. Claudia találkozik az Eva világából származó alteregójával, aki figyelmezteti rá, hogy Jonas fog majd Adammá válni, és megpróbálja majd mindkét világot elpusztítani. Hogy ez ne következzen be, a másik Claudia átadja neki jegyzetfüzetét és megbízza mindkét világ megmentésének feladatával. 2053-ban Adam meggyőzi Charlotte-t, hogy teljesítsen neki egy feladatot. Ő és Elisabeth elbúcsúznak Franziskától, majd belépnek az isteni részecskébe. Eva világának 2019-ében Jonas elviszi Marthát az atomerőműbe, hogy megakadályozzák az apokalipszist. Ám miután a lány megsérül az arcán pontosan ugyanúgy, ahogy azt a jövőbeli énjén is látta, rájönnek, hogy Eva hazudott és valójában csak be akarta biztosítani, hogy az események újra megtörténjenek. Jonas és Martha találkoznak Evával és annak felnőtt énjével. Eva közli Jonasszal, hogy elvégezte a feladatot, amire rendeltetett, majd váratlanul megjelenik egy másik fiatal Martha, már a vágással az arcán, és lelövi Jonast. |     |                                     |               |                               |                                   |
| 24. | 6.  | Fény és árnyék (Licht und Schatten) | Baran bo Odar | Jantje Friese és Marc O. Seng | 2020. június 27. 2020. június 27. |
| 2020-ban Claudia az atomerőműbe megy, ahol megtalálja az alvó állapotban lévő isteni részecskét. Találkozik Jonasszal, aki láthatóan még mindig életben van. Claudia meggyőzi őt, hogy segítsen az isteni részecskét újraaktiválni. Eva világának 2052-jében Eva elmagyarázza fiatalabb énjének, hogy Adam világában Martha halála az a pont a téridőben, ahol a két világ létezése átfedi egymást. Az eseménynek két lehetséges kimenetele van: az egyikben Jonast megmenti a másik világ Marthája és Eva világába viszi, ahol végül meghal; a másik kimenetel szerint Jonas sosem találkozik a másik Marthával, hanem a saját világában marad és végül Adam lesz belőle. Eva szerint ez az egész a kvantumokban rejlő elemi bizonytalanságnak a következménye. Martha elutazik az apokalipszis napjára és segítséget kér Magnustól, aki visszautasítja őt. Ezért elmegy Bartoszhoz és elmondja neki, hogy a hordók kinyitása okozza a katasztrófát. Aleksander, aki figyelmen kívül hagyja Hannah zsaroló intrikáit, az erőműbe hívja Charlotte-ot, hogy tisztázza a nevét a rendőrség előtt. Martha és Bartosz próbálják őt figyelmeztetni, de nem érik el, ezért úgy döntenek, hogy az erőműbe mennek. Csakhogy feltartóztatja őket Adam világának felnőtt Magnusa és Franziskája, akik elmondják, hogy Eva hazudott neki. Marthát azzal a céllal küldte, hogy mentse meg Jonast az apokalipszistől. Bartosz is találkozik saját idősebb énjével, akit Eva küldött pár társával az Erit Lux nevű szervezettől (a Sic Mundus itteni párja), hogy beteljesítsék a ciklust. Eredet eközben 1986-ba utazik mindkét világban, hogy előidézze azt a reaktorbalesetet az atomerőműben, amely létrehozza a féregjáratot és magát az apokalipszist is. Eva világának 2019-ében Aleksander és Charlotte kinyitnak egy hordót és ezzel előidézik az apokalipszist. Adam világának 2053-ában Adam foglyul ejti Marthát. Azt tervezi, hogy az isteni részecskét egyszerre aktiválja mindkét világ apokalipszisének pillanatában, a kitörő energiát pedig Marthába vezeti, ezzel elpusztítva a lányt és a még meg sem született gyerekét. |     |                                     |               |                               |                                   |
| 25. | 7.  | Időközben (Zwischen der Zeit)       | Baran bo Odar | Jantje Friese                 | 2020. június 27. 2020. június 27. |
| Az epizód 1888-tól 2054-ig mutat be történéseket, a ciklikusságot megmutatva teljes folyamatában. A rész elején H.G. Tannhaus a Schrödinger-féle paradoxont magyarázza, ami egy metaforája a bekövetkező eseményeknek és a kettéváló világnak - az egyikben Eva világának Marthája megmenti Jonast, a másikban azonban Bartosz megállítja őt és visszaviszi Evához, aki megparancsolja neki, hogy ölje meg Jonast, amikor megjelenik a másik énjével az Erit Lux főhadiszállásán. Eva megvágja Martha arcát, hogy emlékeztesse, kinek az oldalán is áll. 1890-ben Bartosz megismeri Silját, akit Adam küldött 2053-ból. Két gyerekük születik: Hanno (Noé) és Agnes. Utóbbi szülésébe belehal, egy évvel később pedig Hannah érkezik meg a fiatal Siljával, hogy Jonassal maradjon, aki ekkor már elkezdett Adammá alakulni. Jonas megfojtja a saját anyját, Silját pedig a jövőbe küldeti. 1974 és 1986 között H.G. Tannhaus az időgépét építi, amellyel az a célja, hogy megakadályozza a fia, menye, és unokája halálát. 2023-ban Jonas és Claudia sikertelenül próbálják meg újraaktiválni az isteni részecskét. Jonas kétségbeesésében öngyilkos akar lenni, amiben a váratlanul felbukkanó fiatal Noé akadályozza meg. Noé bebizonyítja neki, hogy úgysem tudja megölni magát, hiszen találkozott a saját idősebb énjével, és emlékezteti arra, hogy segítenie kell az isteni részecske feltámasztásában. Ezen vannak 2041-ig, amikor is megszületik Elisabeth lánya, Charlotte. A felnőtt Elisabeth és a 2053-as Charlotte erre az időpontra utaznak, elrabolják a gyereket, hogy végül Tannhaus lányaként nevelkedhessen. Noé gyanakodni kezd Claudiára a gyerekrablással kapcsolatban, ezért kezdi el keresni a nő jegyzetfüzetének hiányzó lapjait, és ezért lesz végül a Sic Mundus tagja. Claudia azonban, akit a másik énje eddig rávett arra, hogy szabotálja a részecske helyreállítását, most megöli az alteregóját, majd annak kiadva magát rendszeresen jelent Evának, hogy így szerezzen információkat mindkét világról. 2052-ben az idős Claudia elindítja a felnőtt Jonast a 2019-es Windenbe, ezzel elindítva az első évad cselekményét. 2053-ban Adam hiába próbálkozik, nem tudja a létezésből kitörölni se Marthát, se a gyerekét. Ekkor jelenik meg az idős Claudia, aki közli vele, hogy már tudja, mi a megoldás. |     |                                     |               |                               |                                   |
| 26. | 8.  | A paradicsom (Das Paradies)         | Baran bo Odar | Odar és Jantje Friese         | 2020. június 27. 2020. június 27. |
| 2053-ban Claudia elmagyarázza Adamnak, hogyan kapcsolódik össze ő és Eva világa és élete egy megbonthatatlan csomóban, melyet valamilyen külső tényező hozott létre. A körforgás folyamatosan ismétli önmagát, és annak a része az is, hogy Adam véget akar vetni ennek. Claudia azt mondja, hogy ha egyszer és mindenkorra fel akarja számolni a körforgást, egy harmadik világba kell utazniuk, ahonnét minden ered. Ez az a világ, ahol H.G. Tannhaus létrehozta az időgépet, ezzel a tettével az események olyan láncolatát előidézve, mely mindkét világot megteremtette. Eva világának 2052-jében Eva bemutatja Marthának a leendő fiát, majd arra kényszeríti, hogy őlje meg Jonast, ugyanis ez az egyetlen lehetősége arra, hogy megmentse a gyerekét. Adam visszatér Jonashoz az apokalipszis napján és Eva világába viszi, amiről akkor még Jonas nem tud. Arra bátorítja Jonast, hogy a másik világ Marthájával vessenek véget mindennek. Ekkor Adam felkeresi Evát, és legnagyobb meglepetésére nem öli meg őt. Eva ekkor jön rá, hogy végre történt valami, ami megtörte a végtelen körforgást. Jonas és Martha a harmadik univerzumba utaznak, ahol megakadályozzák, hogy Tannhaus fia és családja meghaljon. Mivel ezzel elveszett az oka annak, hogy Tannhaus megépítse az időgépet, Jonas, Martha, és mindkét világ valamennyi lakója kitörlődik a létezésből. Csak azok a karakterek maradnak életben, akik nem kapcsolódtak a körforgáshoz: Hannah, Katharina, Peter, Regina, és a Wöller testvérek. Claudia és Bernd ebben a világban Regina szülei. Peter Bernadette-tel van kapcsolatban, Regina és Katharina egyedülállók, ugyanis Ulrich sosem született meg, Aleksander pedig sohasem jött Windenbe. Hannah gyereket vár Torben Wöllertől. Miközben mind a hatan egytt vacsoráznak Regináéknál, Hannah deja vu érzést él át, amikor meglát egy sárga esőkabátot (ezt viselte mind Jonas, mind Martha a saját világában), és úgy látszik, a két soha létre nem jövő világ valamilyen módon rányomta a bélyegét erre is. Hannah a születendő gyerekét Jonasnak szeretné elnevezni. |     |                                     |               |                               |                                   |